# Minthostachys mollis
Minthostachys mollis (Kunth) Griseb. è una pianta medicinale appartenente alla famiglia delle Lamiaceae. Conosciuta comunemente come muña, è una pianta arbustiva endemica delle Ande, nella zona compresa tra il Venezuela e l'Argentina centrale.

## Descrizione
Minthostachys mollis è una pianta aromatica perenne erbacea o sub-arbustiva che può raggiungere un'altezza di 2 m. Le foglie sono ovate, con lamine comprese tra 1 e 5 cm in lunghezza e tra 1 e 3 cm in larghezza; sono disposte in posizione opposta dul fusto e il picciolo può raggiungere la lunghezza di 1 cm. La lamina fogliare ha un margine seghettato, e presenta una pubescenza che si fa più spiccata nella pagina inferiore.
I fiori si presentano numerosi per ogni verticillastro, si sviluppano su peduncoli ascellari e sono protetti da brattee fogliose; il colore della loro corolla è bianco-giallognolo e la loro dimensione è minore di quella delle foglie. La loro lunghezza non supera i 3,5 mm. La corolla emerge dal calice per meno della metà della sua lunghezza. Lo stilo è lungo fino a 3 mm e si divide in due parti nella parte superiore; il ramo stigmatico inferiore è poco più lungo di quello superiore. Il frutto è costituito da 4 nucule brune di forma ellissoidale.

## Habitat e distribuzione
Minthostachys mollis è una pianta endemica dell'America del Sud; cresce spontaneamente a quote comprese tra i 500 e i 3500 m s.l.m. nella zona andina compresa tra il Venezuela e l'Argentina centrale. L'intenso sfruttamento dovuto all'estrazione degli oli essenziali ha portato alcuni studiosi a studiarne la possibile domesticazione. Cresce in suoli arenosi, ricchi di materia organica e ben drenati.

## Usi
Minthostachys mollis riveste una notevole importanza per le popolazioni andine, a causa degli oli essenziali contenuti nelle sue foglie. La pianta è usata per preparare condimenti e infusi nelle diverse cucine regionali andine; ha inoltre un'ampia diffusione nella medicina tradizionale locale. Le sue proprietà hanno portato a numerosi recenti studi nell'ambito della medicina e della farmacologia. I principali oli estratti sono il mentone, il pulegone, l'isomentone e il limonene.
La specie è da tempo sfruttata per la sua efficacia contro i problemi degli apparati respiratorio e digestivo; è inoltre sfruttata per le sue proprietà antibatteriche nella conservazione degli alimenti immagazzinati. Queste qualità sono state recentemente studiate, così come sono in fase di studio le proprietà antimicotiche di Minthostachys mollis.

## Tassonomia
La specie fu descritta per la prima volta nel 1817 come Bystropogon mollis Khunth nel Nova genera et species plantarum di Bonpland, von Humboldt e Kunth. Minthostachys mollis è comunemente chiamata muña in lingua quechua, mentre i colonizzatori spagnoli la chiamavano poleo silvestre per le sue caratteristiche simili alla menta poleggio (in spagnolo poleo). In Argentina è invece chiamata peperina.